# Teatro Pompeo Piazza
Il teatro Pompeo Piazza, già teatro comunale, è un teatro in stile neoclassico situato in via Luigi Sanvitale 21 a Fontanellato, in provincia di Parma.

## Storia
In conseguenza della demolizione settecentesca del teatro innalzato su progetto del conte Alessandro III Sanvitale nel 1681 sul retro delle scuderie Sanvitale, nel 1855 il conte Luigi espresse il desiderio di cedere al comune di Fontanellato un edificio di sua proprietà che sorgeva nei pressi della chiesa di Santa Croce, affinché sull'area potesse essere costruito un nuovo teatro aperto al pubblico.
L'anno seguente l'atto di donazione fu ratificato e il conte ottenne in cambio la proprietà di un palco all'interno del costruendo edificio, il cui progetto fu redatto nel 1858 dall'architetto Pier Luigi Montacchini; i lavori in un primo tempo non furono però avviati a causa del parere contrario espresso dalla Deputazione provinciale, che considerava l'opera inutile e troppo costosa per il piccolo borgo di Fontanellato.
Soltanto nel 1863 giunse l'approvazione all'intervento, il cui cantiere fu avviato l'anno seguente con varie modifiche al progetto, apportate dal nuovo architetto Pancrazio Soncini; i lavori furono conclusi nel 1866.
Il teatro fu chiuso fra il 1908 e il 1910 e utilizzato come stalla, durante il periodo degli scioperi agrari; in seguito per la struttura iniziò una lenta decadenza, nonostante alcuni lavori di restauro compiuti verso il 1940; la crisi culminò nel 1949 con la decisione di convertire la sala in cinematografo; i lavori non furono tuttavia avviati grazie alla contrarietà del sindaco Pompeo Piazza, che nel 1967 riuscì ad ottenerne il restauro conservativo.
Nel 2008 il teatro fu nuovamente restaurato e adeguato alle nuove normative di sicurezza, su progetto dell'architetto Nicolai Zanettini.
Il 16 aprile 2021 il teatro fu reintitolato all'ex sindaco fontanellatese Pompeo Piazza.

## Descrizione

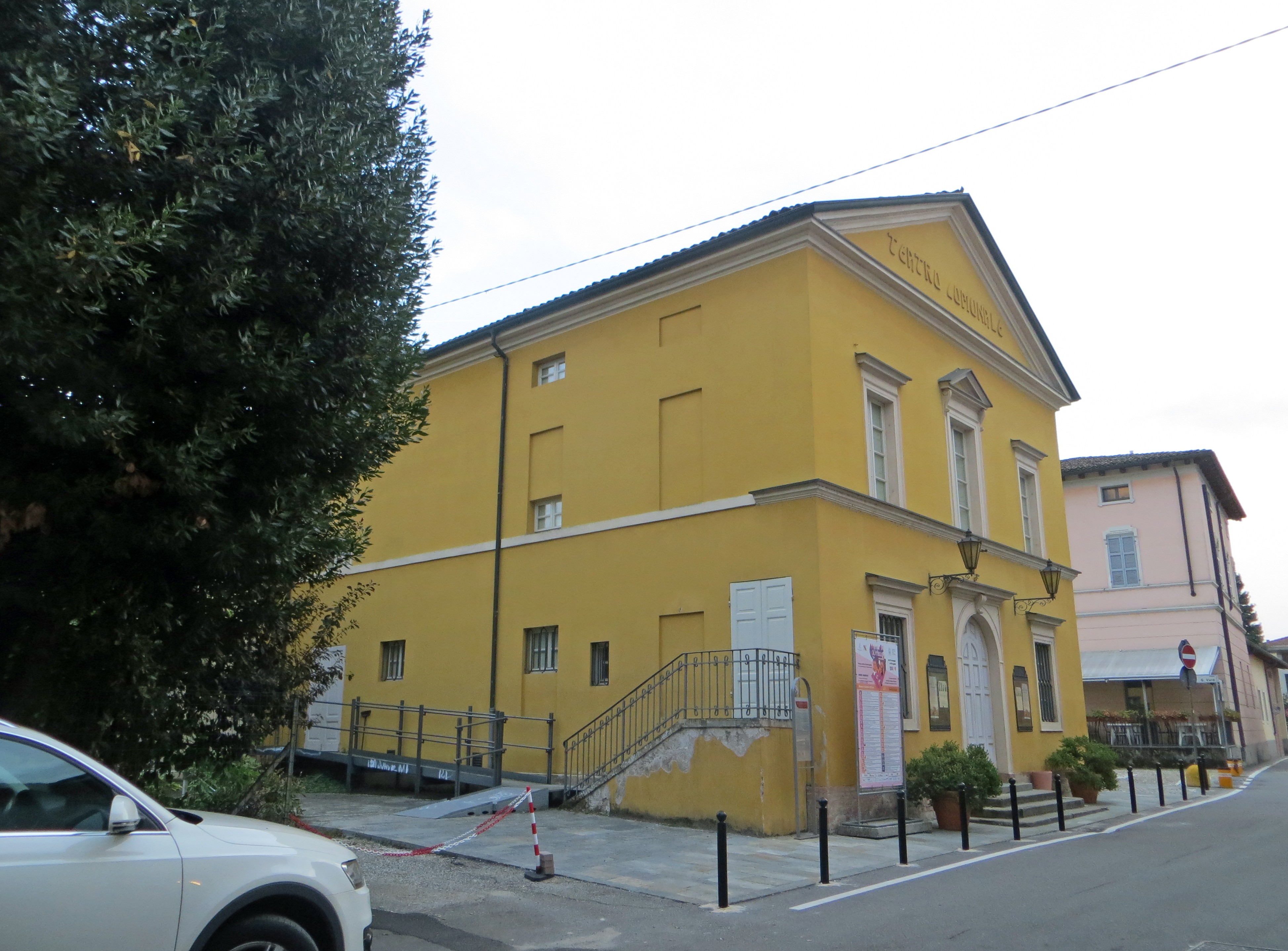
Facciata e lato nord

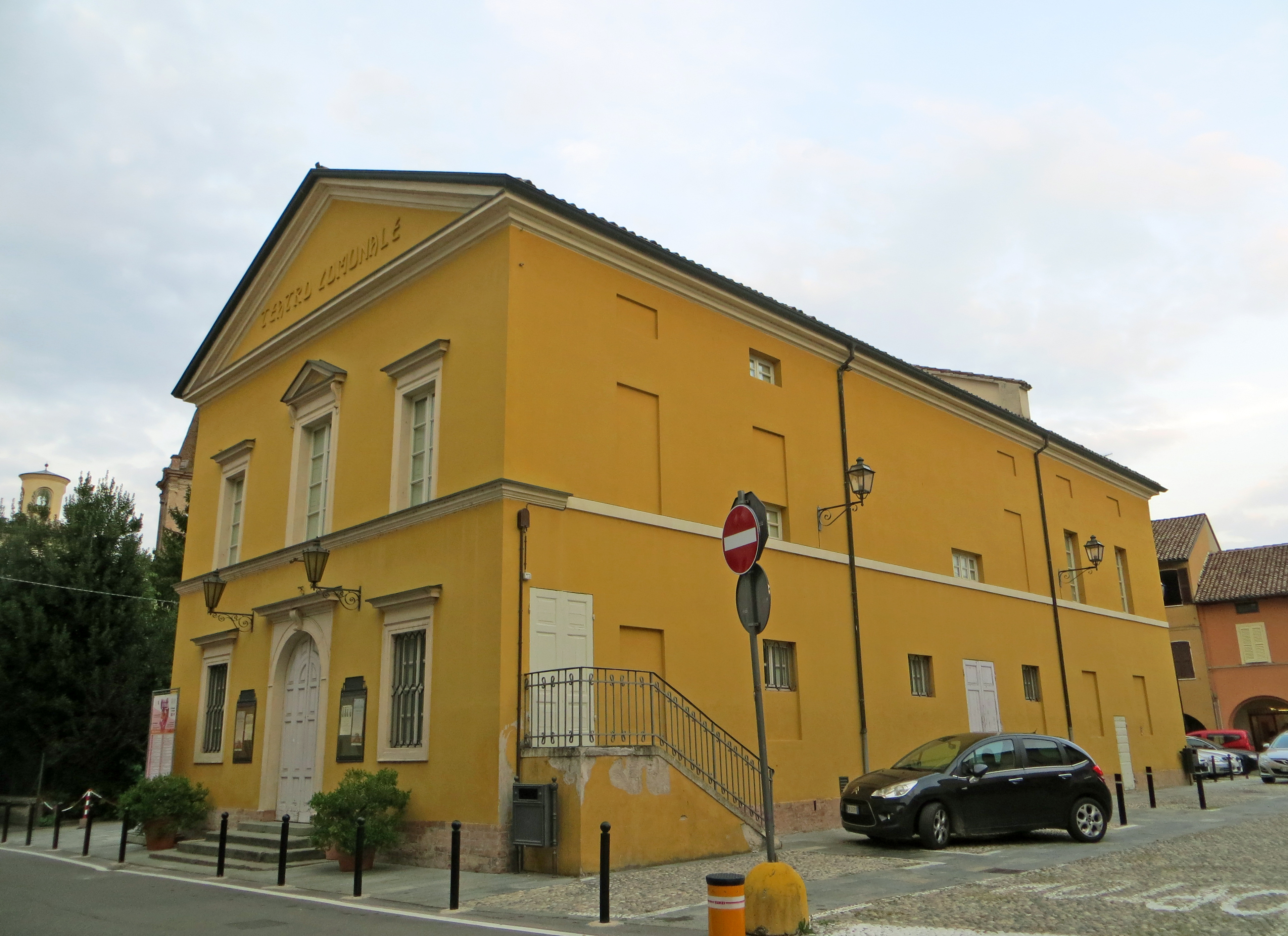
Facciata e lato sud

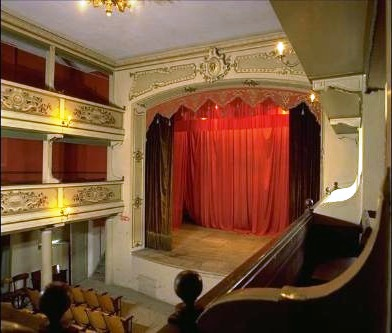
Interno

L'edificio si sviluppa su una pianta rettangolare, allungandosi a fianco della piazzetta Giuseppe Verdi.
La simmetrica facciata neoclassica è caratterizzata dalla semplicità delle forme; all'ingresso centrale ad arco a tutto sesto con sovrastante fregio orizzontale in aggetto, si affiancano due finestre contornate da cornici; al primo piano sono collocate tre aperture, di cui quella nel mezzo coronata da timpano triangolare. In sommità il prospetto si conclude con l'ampio frontone, al cui centro campeggia il nome del teatro scritto in rilievo; probabilmente in origine vi era collocato anche lo stemma del comune di Fontanellato, ma oggi non ne rimane alcuna traccia.
I due accessi laterali, raggiungibili attraverso altrettante scalette, sono simmetricamente posizionati nei due fianchi dell'edificio, in prossimità degli spigoli con la facciata principale.
All'interno, dall'atrio d'ingresso coperto da un soffitto a volta affrescato si accede direttamente alla sala spettacoli e alla scala che conduce al primo piano, ove è collocata la caffetteria, ancora arredata con gli originari mobili ottocenteschi.
Sulla platea rettangolare da 100 spettatori si innalzano due livelli di palchi, sostenuti da colonne coronate da capitelli tuscanici; dei tre palchi centrali, due di quelli al primo piano originariamente furono assegnati rispettivamente alla famiglia Sanvitale e all'autorità comunale; ai lati su entrambi gli ordini sono invece presenti i loggioni, per complessivi 74 posti a sedere. Le balaustre sono ornate con un fregio affrescato dal pittore Angelo Biolchi, unico superstite delle decorazioni da lui realizzate nell'ambiente, rimosse verso il 1940; non restano tracce dei dipinti che arricchivano il soffitto, ove oggi è appeso un lampadario elettrico in sostituzione di quello a petrolio; risultano perduti anche l'orologio un tempo collocato al centro del boccascena e parte degli ornamenti che lo ornavano.
Il palcoscenico è dotato di iposcenio e retropalco, ove si conserva ancora il sipario originario, anche se in cattive condizioni di mantenimento.